# Johann Wittmann (Jurist)
Johann Wittmann (* 16. Juli 1937 in München) ist ein deutscher Jurist. Er war von 1995 bis zu seinem Eintritt in den Ruhestand 2002 Präsident des Bayerischen Verwaltungsgerichtshofes. Er ist seit 1995 Honorarprofessor an der TUM School of Life Sciences.

## Leben
Wittmann studierte an der Ludwig-Maximilians-Universität München (LMU) in München Rechtswissenschaften und legte dort ca. 1960/61 die erste juristische Staatsprüfung und ca. 1963/64 die zweite juristische Staatsprüfung ab. 1964 trat er in den Staatsdienst des Freistaats Bayern ein. 1966 wurde er Regierungsrat zunächst beim Bayerischen Verwaltungsgericht München und anschließend beim Landratsamt Freising. Er war von 1968 bis zum Eintritt in den Ruhestand richterlich in der bayerischen Verwaltungsgerichtsbarkeit tätig, zunächst ab 1968 als Richter beim Verwaltungsgericht München, ab 1973 als Vorsitzender Richter beim Verwaltungsgericht München, ab 1976 als Richter am Bayerischen Verwaltungsgerichtshof, ab 1978 als Vizepräsident des Verwaltungsgerichts München, ab 1984 als Vorsitzender Richter am Bayerischen Verwaltungsgerichtshof und ab 1990 als Präsident des Verwaltungsgerichts München. Von 1995 bis zu seinem Eintritt in den Ruhestand am 1. August 2002 war er Präsident des Bayerischen Verwaltungsgerichtshofes.
Wittmann wurde 1970 an der LMU mit einer Arbeit über Das Nachschieben von Gründen im Verwaltungsprozeß zum Dr. iur. promoviert. 1995 wurde Wittmann vom Bayerischen Landtag als berufsrichterliches Mitglied des Bayerischen Verfassungsgerichtshofes gewählt; er war in dieser Funktion 1. Vertreter der Präsidentin. Nebenamtlich war er mehr als 20 Jahre in der Referendarausbildung und der Fortbildung für Beamte des höheren Dienstes sowie für Verwaltungsrichter tätig. Von 1996 bis 2008 war er außerdem Vorstandsvorsitzender der Verwaltungs- und Wirtschaftsakademie München. Nach seiner Pensionierung 2002 wurde er für die Dauer von fünf Jahren in den Nationalen Normenkontrollrat beim Bundeskanzleramt berufen. Während seiner Amtszeit als Verwaltungsgerichtshofspräsident war er geborenes Mitglied des Verwaltungsrat des Bayerischen Rundfunks. Außerdem war er Mitherausgeber der Bayerischen Verwaltungsblätter.

## Auszeichnungen
- 1999: Bayerische Verfassungsmedaille in Silber
- 2002: Bayerischer Verdienstorden